# Miniaturpark Kleine Sächsische Schweiz
Miniaturpark Die Kleine Sächsische Schweiz er en miniaturepark i Dorf Wehlen i Landkreis Sächsische Schweiz-Osterzgebirge i Sachsen. På 8.000 m² vises i alt 67 naturtro modeller af bygninger udført i lokal sandsten, klippeformationer, køretøjer og vandløb fra Sächsische Schweiz. De vigtigste modeller er af de primære seværdigheder og turiststeder i Elbsandsteingebirge. I tilknytning til parken er der desuden et åbent værksted og et billedhuggerværksted. Den privatdrevne park blev åbnet i maj 1998.